# Canal de Marseille

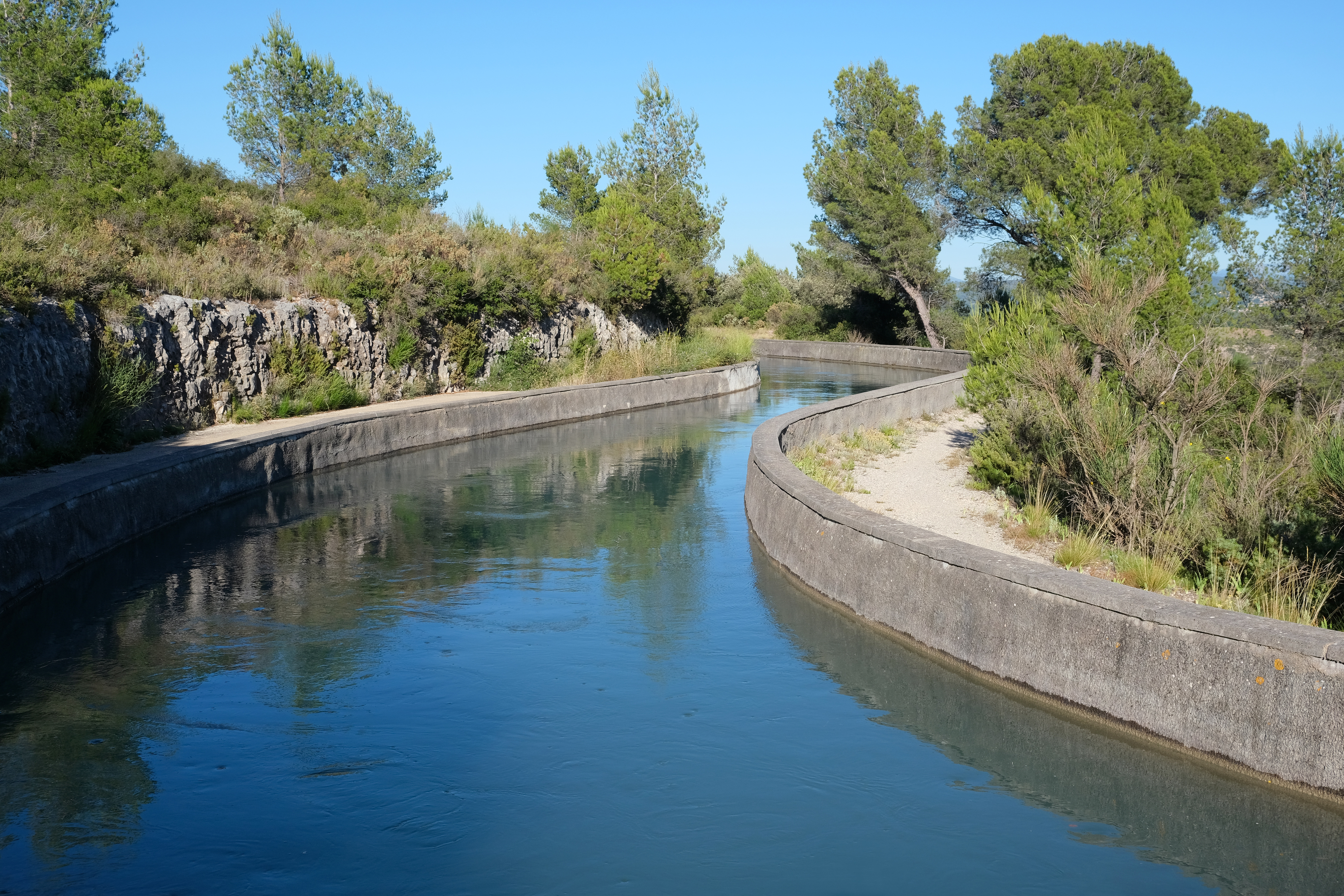
Het kanaal nabij aqueduc de Roquefavour

Canal de Marseille (vertaald: 'kanaal van Marseille') is een kanaal en belangrijke drinkwatervoorziening voor de Franse stad Marseille. Het hoofdkanaal heeft een lengte van 80 km en is verbonden met de Durance ten oosten van La Roque-d'Anthéron op een hoogte van 185 meter. Daarnaast is er nog 160 km aan kleinere kanalen in de stad. De verbinding werd in de periode 1839-1854 gerealiseerd onder leiding van ingenieur Franz Mayor de Montricher. Tot 1970 was het de primaire drinkwatertoevoer van de stad, tegenwoordig zorgt het kanaal voor ongeveer twee derde van de vraag naar drinkwater.
De afstand tussen de Durance en de stad is aanzienlijk en er zijn een aantal gebergten (chaîne des Côtes, plateau de l'Arbois, massif de l'Étoile). De constructie van het kanaal omvatte dan ook verschillende kunstwerken zoals een aquaduct en enkele tunnels.

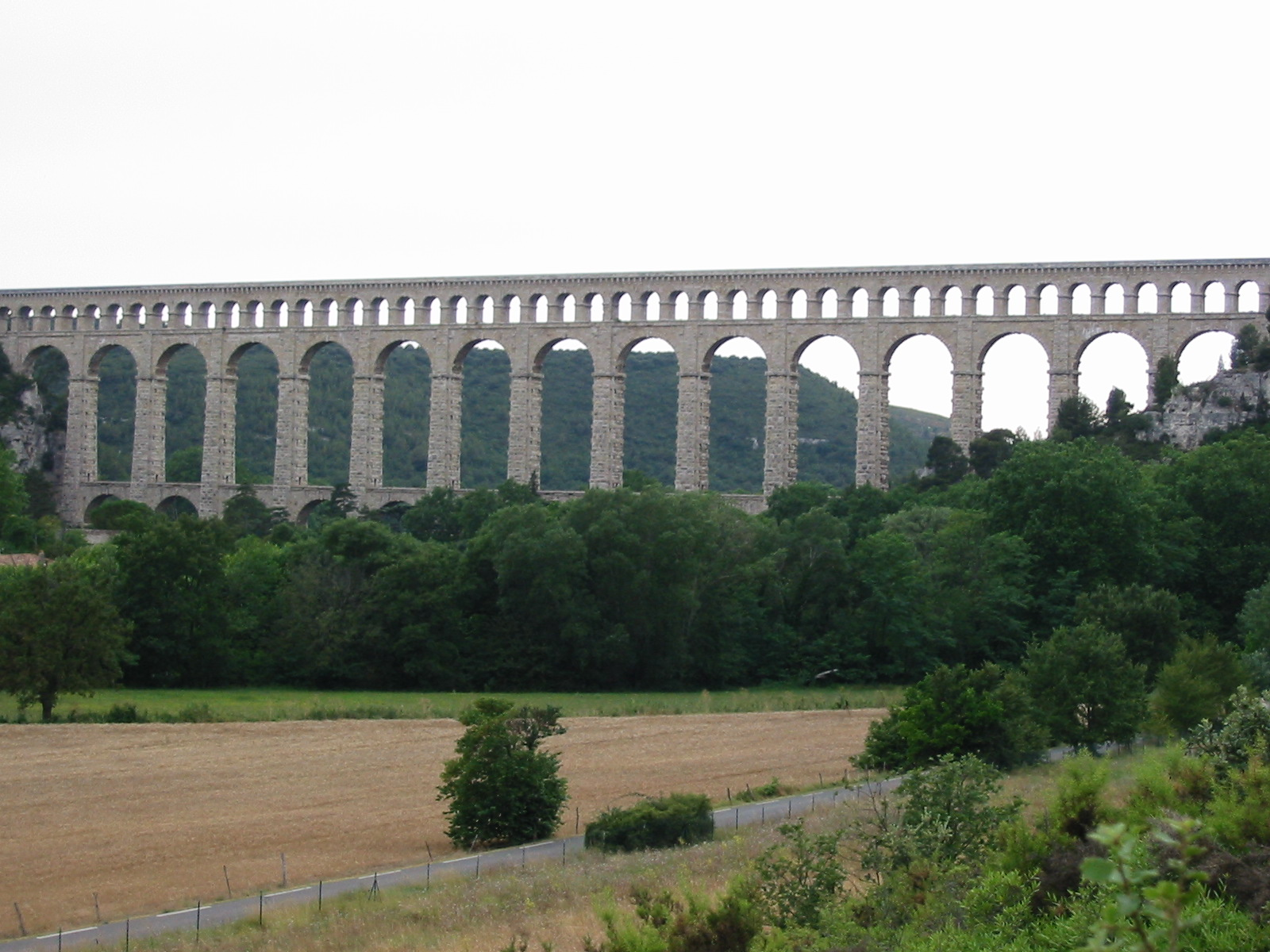
Aquaduct van Roquefavour
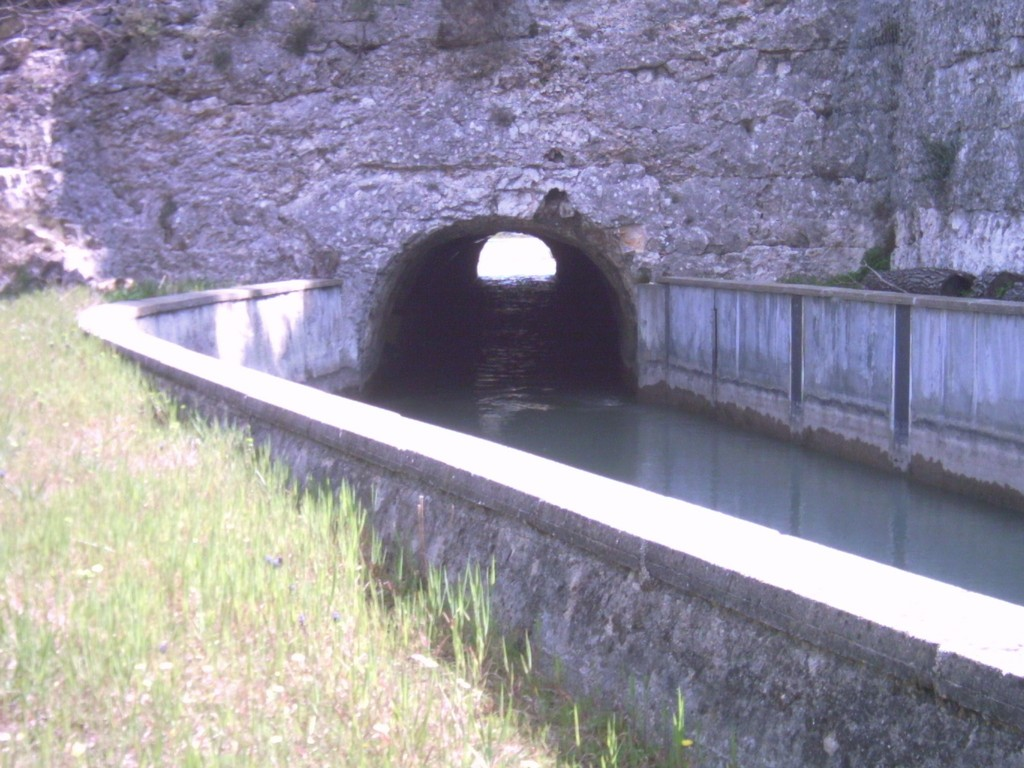
Tunnel